# محوطه سوراخ گرگک ۱۱
محوطه سوراخ گرگک ۱۱ مربوط به دوره هخامنشی - دوره اشکانیان است و در شهرستان کوهرنگ، بخش مرکزی، دهستان شوراب تنگزی، ۵ کیلومتری شرق چلگرد به خط مستقیم، واقع شده و این اثر در تاریخ ۲۷ اسفند ۱۳۸۷ با شمارهٔ ثبت ۲۶۳۱۲ به‌عنوان یکی از آثار ملی ایران به ثبت رسیده است.